# كوتا مياموتو
كوتا مياموتو (باليابانية: 宮本 航汰) (19 يونيو 1996 في شيزوكا في اليابان – )؛ هو لاعب كرة قدم ياباني سابق كان يلعب كلاعب وسط.

## وصلات خارجية
- كوتا مياموتو على موقع رابطة كرة القدم اليابانية للمحترفين (اليابانية)
- كوتا مياموتو على موقع قاعدة بيانات كرة القدم.إي يو (الإنجليزية)
- كوتا مياموتو على موقع Soccerway.com (الإنجليزية)
- كوتا مياموتو على موقع عالم كرة القدم.نت (الإنجليزية)